# Арн: Рыцарь-тамплиер
«Арн: Рыцарь-тамплиер» (швед. Arn – Tempelriddaren) — художественный фильм 2007 года, снятый на основе произведений шведского писателя Яна Гийу о тамплиере Арне Магнуссоне «Путь в Иерусалим» (Vägen till Jerusalem, 1998) и «Тамплиер» (Tempelriddaren, 1999).
Релиз фильма состоялся 25 декабря 2007, а его сиквел «Арн: Королевство в конце пути» вышел 22 августа 2008 года. Кинокартина совместного производства Швеции, Дании, Норвегии, Финляндии и Германии, но большая часть снята именно в Швеции и на шведском языке, став самым дорогим шведским кинопроектом в истории.

## Производство
Фильм снят шведской кинокомпанией Svensk Filmindustri в сотрудничестве с Film i Väst, TV4 (Швеция), Danmarks Radio (Дания), YLE (Финляндия), TV 2 (Норвегия) и Telepool (Германия). С общим бюджетом около 30 миллионов долларов он стал самым дорогостоящим в истории шведского кинематографа. Телевизионная компания SVT первоначально была одним из крупнейших спонсоров проекта, но затем она вышла из производства и роль главного спонсора взял на себя телеканал TV4.
Шведские части фильма снимались в основном в провинции Вестергётланд, в то время как зарубежные сцены сняты в Марокко и Шотландии.

## Сюжет
Святая земля. Год 1177. Рыцарь ордена тамплиеров Арн Готский, известный среди сарацинов как «Альгути», спасает в пустыне от разбойников трёх путников. Беседуя после сражения с одним из путников, он вспоминает свою прошлую жизнь в далёкой Швеции.
Провинция Вестергётланд (Västra Götaland), Южная Швеция. Детство Арна в Арнесе, усадьбе его родителей — Магнуса из Дома Фолькунгов и Сигрид. Король Эрик Йедвардссон из рода Эрика призывает Фолькунгов поддержать его, чтобы он мог быть официально коронован Церковью. Фолькунги дают согласие. Но коронация должна произойти в храме на земле враждебного дома Сверкеров. Сверкеры неожиданно нападают на людей Эрика. Эмунд Ульвбане ранит короля стрелой, а Карл Сверкерссон убивает его и провозглашает себя королём. Фолькунги вынуждены смириться. Им лишь удаётся спасти Кнута, сына Эрика, отправив его в Норвегию. Биргер Броса, брат Магнуса Фолькессона, заявляет что Кнут — его сын, чем сохраняет ему жизнь.
В результате несчастного случая Арн срывается с дозорной вышки. Он находится между жизнью и смертью. Сигрид и Магнус дают клятву: если их сын выживет, он станет служить Господу. Чудо происходит, но родители не спешат выполнить своё обещание. Вскоре болезнь поражает Сигрид, она уверена, что таким образом Бог напоминает о данном обете. Родители вынуждены отдать Арна на воспитание в цистерцианский монастырь в Варнхеме. Там же остаётся и тяжело заболевшая Сигрид. Она поручает мальчика заботам настоятеля обители отца Генриха.
Монах Гилберт, рыцарь-тамплиер, давно оставивший орден, обучает Арна стрельбе из лука. Тем временем Сигрид, отказавшаяся от ампутации руки, единственного способа остановить распространение болезни (гангрены) в теле, умирает. Арн на долгие годы остаётся в монастыре в качестве послушника. Мальчик изучает Библию, латынь, постигает секреты владения мечом (в ходе этих занятий открывается, что Арн одинаково свободно владеет обеими руками, когда фехтует), а также верховой езды на арабском скакуне по имени Шамсин, привезённом Гилбертом из Святой земли. Перед тем, как выпустить воспитанника «в мир», Гилберт отдаёт Арну свой меч и наказывает, чтобы он пользовался им только ради защиты.
Вернувшись домой, побеждает в поединке представителя клана врагов вместо отца. Его пытается соблазнить Катарина Алгосдоттер, но он её отвергает. После этого он сходится с её сестрой Сесилией. Вернувшийся Кнут просит Арна помочь ему убить короля в обмен на помощь в женитьбе на Сесилии. Они убивают короля, Арна сажают под домашний арест. Катарина из зависти и ревности рассказывает, что Арн переспал с ней и её сестрой, а сестра ещё и беременна. Церковь отлучает Арна и Сесилию — и посылает обоих в монастырь на 20 лет. Арн догоняет Сесилию у ворот женского монастыря и говорит, что не имел никаких связей с её сестрой и вернётся за ней. Арна вместо одиночной камеры в монастыре отправляют в Святую землю. Сесилию истязают в монастыре;у неё рождается ребёнок Арна, которого забирают. Приезжает святой отец, который сообщает, что позиция Кнута усиливается и скоро он станет королём, тогда он отомстит за девушку его лучшего друга. В монастырь приводят новую девушку Сесилию Бланку, которая нарушает запрет на разговор с Сесилией. За это она получает три удара плетью. Вечером она рассказывает что она невеста Кнута и будущая королева. Выясняется также, что у Сесилии родился сын Магнус и он растёт в надежных руках. Кнут приезжает в монастырь и забирает Бланку. Сесилия остается в монастыре.
Арн вечером разговаривает со спасенными курдами, представившимися торговцами. Главный торговец называет себя Юсуф. Арн понимает что это Саладин. Они разговаривают и расстаются с уважением друг к другу. Арн возвращается к королю Иерусалима и рассказывает что Саладин уже здесь и готовит нападение. Саладин атакует, крестоносцы побеждают, Арну дают разрешение ехать домой.

## В ролях
| Актёр              | Роль                                                              |
| ------------------ | ----------------------------------------------------------------- |
| Йоаким Неттерквист | брат-мирянин и шведский рыцарь-тамплиер Арн Магнуссон             |
| София Хелин        | возлюбленная Арна и младшая сестра Катарины Сесилия Альготсдоттер |
| Стеллан Скарсгард  | Верховный ярл Швеции Биргер Броса                                 |
| Микаэль Нюквист    | отец Эскиля и Арна Магнус Фолькессон                              |
| Мирья Турестедт    | мать Эскиля и Арна госпожа Сигрид                                 |
| Морган Аллинг      | старший брат Арна Эскиль Магнуссон                                |
| Биби Андерссон     | мать Рикисса Гутхемская                                           |
| Саймон Кэллоу      | отец Генрих Варнхемский                                           |
| Венсан Перес       | брат Гилберт                                                      |
| Стивен Уоддингтон  | 9-й Великий магистр Ордена Храма Арно де Торож                    |
| Густаф Скарсгард   | 16-й король Швеции Кнут I Эрикссон                                |
| Милинд Соман       | султан Юсуф ибн Айюб Салах ад-Дин (Саладин)                       |
| Алекс Уиндэм       | французский рыцарь-тамплиер и верный друг Арна Арман де Гасконь   |
| Фанни Рисберг      | возлюбленная Кнута Сесилия «Бланка» Ульфсдоттер                   |
| Йорген Лангхелле   | 14-й король Швеции Эрик IX Йедвардссон                            |
| Сванте Мартин      | 15-й король Швеции Карл VII Сверкерссон                           |
| Томас Габриэльссон | шведский дворянин из рода Сверкеров Эмунд Ульвбане                |
| Свен-Бертиль Таубе | епископ Бенгт                                                     |
| Николас Болтон     | 10-й Великий магистр Ордена Храма Жерар де Ридфор                 |
| Франк Зиккель      | рыцарь-тамплиер Зигфрид де Тюренн                                 |
| Дональд Хёгберг    | отец Сесилии и Катарины Альгот Польссон                           |
| Шарлотта Ларссон   | мать Сесилии и Катарины Доротея Рёриксдоттер                      |
| Лина Энглунд       | старшая сестра Сесилии Катарина Альготсдоттер                     |
| Юлия Дуфвениус     | принцесса и аббатиса монастыря Врета Хелена Сверкерсдоттер        |
| Юэль Киннаман      | 17-й король Швеции Сверкер II Карлссон                            |
| Якоб Седергрен     | датский дворянин Эббе Сунессон                                    |

| Актёр                    | Роль                                                              |
| ------------------------ | ----------------------------------------------------------------- |
| Андерс Босмо Кристиансен | норвежский рыцарь-тамплиер и верный друг Арна Харальд Ойстейнссон |
| Дуглас Юханссон          | брат Стефан                                                       |
| Анника Халлин            | сестра Леона                                                      |
| Закария Атифи            | Ибрагим                                                           |
| Дрисс Рухе               | Фахир                                                             |
| Карл Иттерберг           | хирдманн Йон                                                      |
| Бо Веттергрен            | хирдманн Сванте                                                   |
| Роберт Сьёблом           | хирдманн Свен                                                     |
| Тобиас Карлссон          | хирдманн в Аранасе                                                |
| Никлас Густавссон        | Гуннар                                                            |
| Юзефин Люнгман           | Гунвор                                                            |
| Карл Оскар Тёрнрос       | Йоар                                                              |
| Барнаби Кей              | франкский рыцарь                                                  |
| Чармути Лаарби           | франкский рыцарь                                                  |
| Магнус Стениус           | рыцарь                                                            |
| Роберт Уиллокс           | оружейный мастер                                                  |
| Титус Фишер              | оружейный мастер                                                  |
| Кристиан Фидлер          | лагман Карла                                                      |
| Ингмар Свенссон          | священник                                                         |
| Джой Андерссон           | канонесса                                                         |
| Чемс-Эддин Зинун         | слуга султана Саладина                                            |
| Ноа Самениус             | Арн Магнуссон (в детстве)                                         |
| Биссе Унгер              | Арн Магнуссон (в 12 лет)                                          |
| Микаэль Болин            | Эскиль Магнуссон (в детстве)                                      |
| Йохан Аррениус           | Кнут Эрикссон (в детстве)                                         |
| Пер Мирберг              | рассказчик                                                        |

## Историческая достоверность
Арн Магнуссон — персонаж, созданный фантазией Яна Гийу и вписанный в канву шведской истории второй половины XII века. В произведениях Гийу Арн выступает как один из членов могущественного рода Фолькунгов: Фольке Толстый — Магнус Фолькессон — Арн Магнуссон — Магнус Миннелшельд — Биргер Магнуссон. Таким образом, Арн, по воле Гийу, стал дедом знаменитого Биргера Ярла. В действительности, основная ветвь генеалогического древа Фолькунгов выглядит так: Фольке Толстый — Бенгт Снивиль — Магнус Миннелшельд — Биргер Ярл. Биргер Броса (дядя Арна в фильме) — сын Бенгта, брат Магнуса Миннелшельда. Кроме того, король Эрик Йедвардссон был убит, согласно поздним шведским источникам, не Карлом Сверкерссоном, а датчанином Магнусом Хенриксеном, имевшим притязания на шведский трон.
Великим магистром ордена тамплиеров в описываемое время (1177 год) был не Арно де Торроха, как показано в фильме, а Одо де Сент-Аман. В заключительной части фильма тамплиеры под умелым командованием Арна побеждают Салладина. На самом деле, основную роль в победе при Монжизаре (25 ноября 1177) сыграли силы Иерусалимского королевства под предводительством юного короля Балдуина IV .